# Europese kampioenschappen veldrijden 2021 - Mannen elite
Het Europees kampioenschap veldrijden 2021 voor mannen elite werd gehouden op zondag 7 november op de VAM-berg in het Nederlandse Wijster. De Nederlander Lars van der Haar won zijn eerste titel bij de elite.

## Uitslag
| Pos.          | Renner                 | Land        | Tijd       |
| ------------- | ---------------------- | ----------- | ---------- |
| Europese trui | Lars van der Haar      | Nederland   | 1u01'41"   |
| Zilver        | Quinten Hermans        | België      | + 25"      |
| Brons         | Michael Vanthourenhout | België      | + 54"      |
| 4             | Toon Aerts             | België      | + 1'34"    |
| 5             | Laurens Sweeck         | België      | + 1'52"    |
| 6             | Jens Adams             | België      | + 2'07"    |
| 7             | Joshua Dubau           | Frankrijk   | + 2'50"    |
| 8             | Joris Nieuwenhuis      | Nederland   | + 2'58"    |
| 9             | Jakob Dorigoni         | Italië      | + 3'00"    |
| 10            | Daan Soete             | België      | + 3'05"    |
| 11            | Toon Vandebosch        | België      | + 3'33"    |
| 12            | Eli Iserbyt            | België      | + 3'36"    |
| 13            | David Menut            | Frankrijk   | + 3'50"    |
| 14            | Kevin Kuhn             | Zwitserland | + 4'17"    |
| 15            | Marcel Meisen          | Duitsland   | + 4'30"    |
| 16            | Gilles Mottiez         | Zwitserland | + 4'53"    |
| 17            | Felipe Orts Lloret     | Spanje      | + 5'16"    |
| 18            | Timon Rüegg            | Zwitserland | + 5'54"    |
| 19            | Gioele Bertolini       | Italië      | - 1 ronde  |
| 20            | Stan Godrie            | Nederland   | - 1 ronde  |
| 21            | Michael Boroš          | Tsjechië    | - 2 rondes |
| 22            | Simon Vanícek          | Tsjechië    | - 2 rondes |
| 23            | Florian Anderle        | Duitsland   | - 2 rondes |
| 24            | Eric Lüthi             | Zwitserland | - 3 rondes |
| 25            | Florian Hamm           | Duitsland   | - 4 rondes |
| 26            | David Eriksson         | Zweden      | - 4 rondes |

| Pos. | Punten | Prijzengeld |
| ---- | ------ | ----------- |
| 1    | 100    | € 1.400     |
| 2    | 60     | € 800       |
| 3    | 40     | € 600       |
| 4    | 30     | -           |
| 5    | 25     | -           |
| 6    | 20     | -           |
| 7    | 17     | -           |
| 8    | 15     | -           |
| 9    | 12     | -           |
| 10   | 10     | -           |
| 11   | 8      | -           |
| 12   | 5      | -           |
| 13   | 4      | -           |
| 14   | 2      | -           |
| 15   | 1      | -           |

## Reglementen

### Landenquota
Nationale federaties mochten het volgende aantal deelnemers inschrijven:
- 8 rijders + 4 reserve rijders

### Startvolgorde
De startvolgorde per categorie was als volgt:
1. Meest recente UCI ranking veldrijden
2. Niet gerangschikte renners: per land in rotatie (o.b.v. het landenklassement van het laatste WK). De startvolgorde van niet gerangschikte renners binnen een team werd bepaald door de nationale federatie.

2015 · 
2016 · 
2017 · 
2018 · 
2019 ·
2020 ·
2021 ·
2022